# تعاقب رؤساء الدولة
تعاقب رؤساء الدولة هو العملية التي تنقل بها الأمم قيادة أعلى منصب فيها من شخص إلى شخص آخر. وتعاقب رؤساء الدولة يمكن أن يتم بعدة طرق من أكثرها شيوعًا:
- وفاة رئيس الدولة الحالي
- انقلاب عسكري ضد الحكومة الحالية
- انتخابات عامة
- تصويت بحجب الثقة بواسطة التشريع الوطني
- الخلافة بالوراثة أو التعيين بواسطة مجلس محدد سلفًا
- الاستقالة
- سحب الثقة
- التنازل عن الحكم

## التصوير الدرامي
تناولت العديد من الأفلام، والروايات، والمسلسلات التليفزيونية موضوع تغيير قيادة الدولة، ويشمل ذلك ما يلي:
- الأعمال الأدبية التي تتناول تعاقب الرؤساء في الولايات المتحدة تُعَد أحد الجوانب الأساسية للتصوير الدرامي
- يعرض فيلم Der Untergang (السقوط) تفاصيل الأيام الأخيرة لحكم الرايخ الثالث، مع تصوير إجراءات التعاقب في حكم ألمانيا النازية بعد وفاة أدولف هتلر
- تناول فيلم [Star Trek VI: The Undiscovered Country (حرب النجوم الجزء السادس: البلد غير المُكتشَفة) تعاقب رئيس الكلينجون بعد اغتيال الرئيس الحاكم. تناولت كذلك العديد من حلقات مسلسل Star Trek: The Next Generation (حرب النجوم: الجيل التالي) الإجراءات المحددة لانتقال قيادة مجلس كلينجون الأعلى من شخص لآخر بمزيد من التعمق.
- بالرغم من أن أحداث مسلسل Battlestar Galactica (باتل ستار جالكتيكا) (2003) لا تدور على الأرض، فإن التشكيل السياسي لكوبول المكوّن من 12 مستعمرة يشبه تشكيل الولايات المتحدة الأمريكية. وأثناء هجوم السايلون، تتلقى وزيرة التعليم لورا روزلين رسالة من جهاز استدعاء «الصندوق البرتقالي» الأوتوماتيكي، وهو عبارة عن آلية تعمل على التواصل مع أي موظفين حكوميين استعماريين ناجين. وبعد التصديق على هويتها، عرفت لورا أن جميع أعضاء حكومة الرئيس ريتشارد أدار قُتِلوا أو فُقِدوا. وجّهت استجابة جهاز «الصندوق البرتقالي» تعليمات جديدة لروزلين، وحلفت اليمين لتشغل منصب الرئيس (الثالث والأربعين).[1][2]
- في فيلم King Ralph: (الملك رالف)، لقيت الأسرة الحاكمة البريطانية بأكملها مصرعها في حادث غريب، وما أثار الجدل أن الوريث الوحيد للعرض كان أمريكيًا (جون جودمان).